# روکه بورلا
روکه بورلا (انگلیسی: Roque Burella؛ زادهٔ ۲۴ سپتامبر ۱۹۷۰) بازیکن فوتبال اهل آرژانتین است.
از باشگاه‌هایی که در آن بازی کرده‌است می‌توان به باشگاه فوتبال الچه اشاره کرد.